# Leichtathletik-Europameisterschaften 1934/400 m der Männer

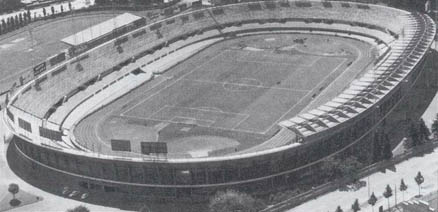
Turiner Olympiastadion – damalige Bezeichnung
Stadio Benito Mussolini

Der 400-Meter-Lauf der Männer bei den Leichtathletik-Europameisterschaften 1934 wurde am 7. und 8. September 1934 im Turiner Stadio Benito Mussolini ausgetragen.
Europameister wurde der Deutsche Adolf Metzner. Der Franzose Pierre Skawinski gewann die Silbermedaille. Auf den dritten Platz kam der Schwede Bertil von Wachenfeldt.

## Rekorde

### Bestehende Rekorde
| Weltrekord           | 46,2 s                                              | Bill Carr                                           | Los Angeles, USA                                    | 5. August 1932                                      |
| Europarekord         | 47,6 s                                              | Eric Liddell                                        | Paris (Colombes), Frankreich                        | 10. Juli 1924                                       |
| Europarekord         | 47,6 s                                              | Hermann Engelhard                                   | Paris (Colombes), Frankreich                        | 8. September 1928                                   |
| Europarekord         | 47,6 s                                              | Raymond Boisset                                     | Paris (Colombes), Frankreich                        | 8. Jui 1934                                         |
| Meisterschaftsrekord | Einen Europameisterschaftsrekord gab es noch nicht. | Einen Europameisterschaftsrekord gab es noch nicht. | Einen Europameisterschaftsrekord gab es noch nicht. | Einen Europameisterschaftsrekord gab es noch nicht. |

### Rekordverbesserungen
Im ersten Rennen wurde ein erster Europameisterschaftsrekord aufgestellt. Dieser neue Rekord wurde anschließend einmal weiter gesteigert. Darüber hinaus wurden drei neue Landesrekorde aufgestellt.
- Europameisterschaftsrekorde:
  - 48,3 s (erster EM-Rekord) – Adolf Metzner (Deutsches Reich), erster Vorlauf am 7. September
  - 47,9 s (Verbesserung des ersten EM-Rekords) – Adolf Metzner (Deutsches Reich), Finale am 8. September
- Landesrekorde:
  - 49,1 s – Karel Knenický (Tschechoslowakei), erster Vorlauf am 7. September
  - 48,0 s – Bertil von Wachenfeldt (Schweden), Finale am 8. September
  - 48,6 s – Ettore Tavernari (Königreich Italien), Finale am 8. September

## Vorrunde
7. September 1934

Da nur dreizehn Teilnehmer in diesem Wettbewerb starteten, qualifizierten sich die jeweils ersten beiden Läufer aus den drei Vorläufen – hellblau unterlegt – direkt für das Finale.

### Vorlauf 1

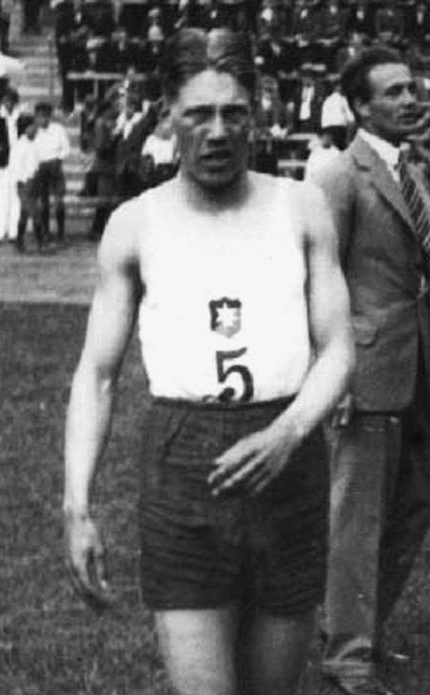
Sven Strömberg schied als Vierter seines Halbfinallaufs aus.

| Platz | Name            | Nation             | Zeit      |
| ----- | --------------- | ------------------ | --------- |
| 1     | Adolf Metzner   | Deutsches Reich    | 48,3 s CR |
| 2     | Mario Rabaglino | Königreich Italien | 49,0 s    |
| 3     | Karel Knenický  | Tschechoslowakei   | 49,1 s NR |
| 4     | Sven Strömberg  | Schweden           | 49,4 s    |

### Vorlauf 2
| 1 | Raymond Boisset  | Frankreich         | 48,9 s |
| 2 | Ettore Tavernari | Königreich Italien | 49,0 s |
| 3 | László Barsi     | Ungarn             | 49,3 s |
| 4 | Miroslav Hruška  | Tschechoslowakei   | 50,4 s |
| 5 | Vladas Bakūnas   | Litauen            | NT     |

### Vorlauf 3
| 1 | Pierre Skawinski       | Frankreich | 48,5 s |
| 2 | Bertil von Wachenfeldt | Schweden   | 49,1 s |
| 3 | Börje Strandvall       | Finnland   | 49,2 s |
| 4 | Jean Krombach          | Luxemburg  | 50,2 s |

## Finale

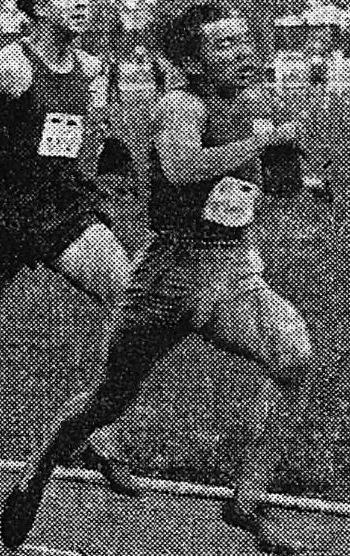
Silbermedaillengewinner Pierre Skawinski
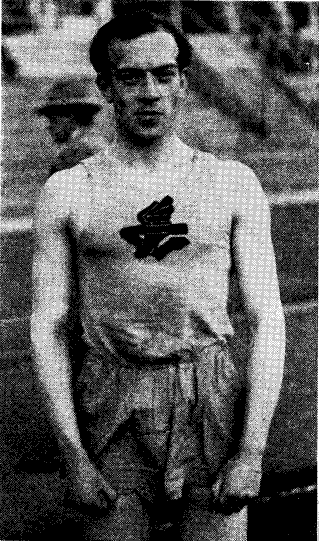
Bronzemedaillengewinner Bertil von Wachenfeldt
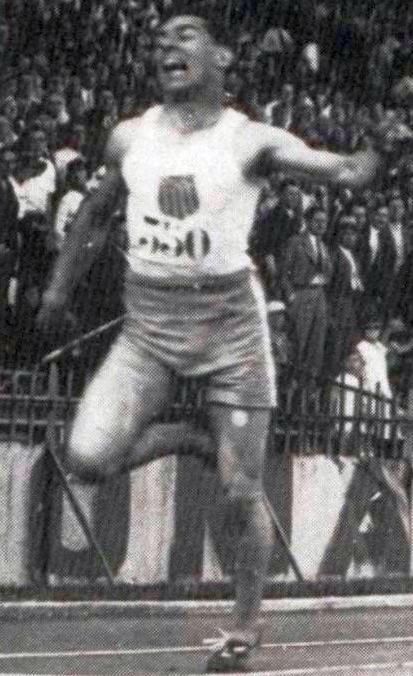
Raymond Boisset belegte im Finale Rang fünf.

8. September 1934
| Platz | Name                   | Nation             | Zeit      |
| ----- | ---------------------- | ------------------ | --------- |
| 1     | Adolf Metzner          | Deutsches Reich    | 47,9 s CR |
| 2     | Pierre Skawinski       | Frankreich         | 48,0 s    |
| 3     | Bertil von Wachenfeldt | Schweden           | 48,0 s NR |
| 4     | Ettore Tavernari       | Königreich Italien | 48,6 s NR |
| 5     | Raymond Boisset        | Frankreich         | 48,9 s    |
| 6     | Mario Rabaglino        | Königreich Italien | NT000     |